# Domenico Bosi
Pour les articles homonymes, voir Bosi.
À ne pas confondre avec le peintre italien Johann Dominik Bossi, aussi appelé Domenico Bossi.
Domenico Bosi, né le 8 novembre 1797 à Reggio d'Émilie et mort le 14 avril 1874 dans la même ville, est un peintre et graveur néo-classique italien du XIXe siècle.  

## Biographie
Domenico Bosi naît à Reggio d'Émilie en 1797. Il étudie les arts à l'école des beaux-arts locale, sous le maître Prospero Minghetti, et entre en compétition avec les graveurs Pio Canossini, Lodovico Pelli et Felice Segnani. Il s'y spécialise en gravure sur cuivre.
Il meurt dans sa ville natale le 14 avril 1874.

## Œuvres

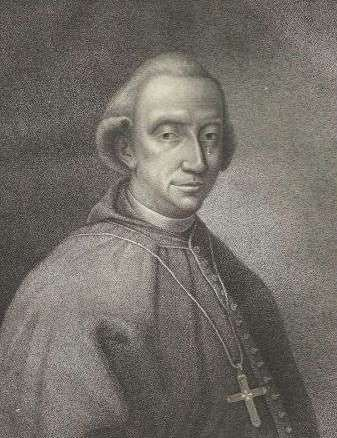
Portrait de par Bosi, évêque de Reggio d'Émilie de 1785 à 1821.

Liste non-exhaustive de ses œuvres :
- Ritratto di Francesco Maria d'Este, lithographie sur papyrus, 28,5 × 22 cm, entre 1850 et 1874, collection privée[3] ;
- Ritratto di Pellegrino Salandri, gravure de points, 9,3 × 7,3 cm, XIXe siècle, ville de Reggio d'Émilie[4],[5] ;
- Ritratto di Giovanni Battista Spallanzani, burin sur papier, 13,6 × 16 cm, XIXe siècle, ville de Reggio d'Émilie[6],[5].